# Butte Falls
Butte Falls az Amerikai Egyesült Államok északnyugati részén, Oregon állam Josephine megyéjében elhelyezkedő város. A 2020. évi népszámláláskor 443 lakosa volt.

## Éghajlat
A település éghajlata mediterrán (a Köppen-skála szerint Csb).

## Népesség
| Lakosok száma | 166  | 298  | 339  | 372  | 384  | 428  | 252  | 438  | 423  | 443  |
|               | 1920 | 1930 | 1940 | 1950 | 1960 | 1980 | 1990 | 2000 | 2010 | 2020 |